# Sounion
Rt Sounion (grško Aκρωτήριο Σούνιο - Akrotírio Soúnio; starogrško Άκρον Σούνιον - Άkron Soúnion; latinsko Sunium promonturium; beneško Capo Colonne - Rt stebrov) je rt, ki leži 69 km v smeri jug-jugovzhod od Aten, na najjužnejši točki Atiškega polotoka v Grčiji.
Na rtu so ruševine znamenitega Pozejdonovega templja, posvečenega bogu morja v klasični grški mitologiji. Ostanki so s treh strani obkroženi z morjem. Na njih je vgravirano ime angleškega romantičnega pesnika lorda Byrona (1788-1824).
Med turisti je zelo priljubljen. Iz Aten prihajajo gledat sončni zahod v Egejsko morje, gleda se z ruševin, kar je enkraten prizor.

## Legenda
Po grški mitologiji je na rtu Sounion Egej (tudi Ajgêj), atenski kralj, skočil v smrt s pečine, s čimer je dal ime Egejskemu morju. Zgodba pravi, da je Ajgej  na obali nestrpno čakal sina. Na ladji je bilo črno jadro. Mislil je, da je sin mrtev in se je s pečine vrgel v globino. Tezej, njegov sin, se je vračal s Krete, kjer je ubil Minotavra, pošast, bil je polčlovek in polbik. Po porazu s Kreto je namreč moral kralj Ajgej kretskemu kralju Minosu plačevati letni krvni davek, sedem mladeničev in sedem deklet, ki so jih na ladji s črnimi jadri pošiljali na Kreto, kjer jih je v labirintu požrl Minotaver. Tezej se je prostovoljno javil, da odide z darilom in poskuša ubiti zver. Z očetom se je dogovoril, da bo ob vrnitvi dvignil belo jadro, če bo preživel. Premagal in ubil je Minotavra, pozabil pa je dvigniti belo jadro.
Najzgodnejši literarni zapis o Sounionu je v Homerjevi pesnitvi Odiseja, verjetno je bila napisana v 8. stoletju pred našim štetjem. Pripoveduje o mitoloških nadlogah, ki jih je grški junak Odisej doživel na naporni 10-letni morski plovbi, ko se je vračal na rodni otok Itako v Jonskem morju iz izropane Troje. Preizkušnji, ki mu jo je  domnevno povzročil Pozejdon, je bil namenjen tempelj na Sounionu.
Ko so se različni grški poveljniki vračali iz Troje, je krmar ladje kralja Menelaja iz Mikenske Šparte umrl ob krmilu, ko je obplul "sveti Sounion, rt Atenski". Menelaj je pristal na Sounionu, da bi opravili pogrebne časti zanj (sežig na pogrebni grmadi na plaži),  a grške ladje je ujela nevihta ob rtu Malea in so se razpršile v vse smeri.

## Zgodovina
Arheološke najdbe so že iz leta 700 pred našim štetjem. Herodot je zapisal, da so v 6. stoletju pred našim štetjem Atenci na Sounionu praznovali štiriletni festival, ki je vključeval jadranje atenskih voditeljev na rtu v svetem čolnu. 
Izvirnik Pozejdonovega templja iz antike, ki je bil zgrajen iz lehnjaka, je bil verjetno uničen 480 pred našim štetjem med vpadom perzijske vojske šahanšaha  Kserksa I. v Grčiji (druga grško-perzijska vojna), čeprav ni nobenega neposrednega dokaza o tem. Kserks je gotovo porušil tempelj Atene in vse preostalo na Akropoli v Atenah, kar naj bi bila kazen za kljubovanje Atencev.  Ko so premagali Kserksa v pomorski bitki pri Salamini, so Atenci  postavili vse sovražnikove trireme (vojne ladje s tremi vrstami vesel) na Sounion kot trofejo, posvečeno Pozejdonu. 
Poznejši tempelj na Sounionu, katerega stebri stojijo še danes, je bil verjetno zgrajen okoli 440 pred našim štetjem. To je bilo v času vladanja atenskega državnika Perikleja, ki je obnavljal tudi Partenon v Atenah.
Leta 413 pred našim štetjem, v času peloponeške vojne proti Špartancem, so Atenci utrdili mesto z obzidjem in stolpi, da bi preprečili, da bi mesto padlo v špartanske roke. To bi ogrozilo morsko pot z žitom iz Evbeje. Oskrba Aten je postala kritična, saj so kopenske poti za dobavo odrezali Špartanci z utrjevanjem Dekeleje v severni Atiki.  Kmalu za tem so trdnjavo Sounion zasegli uporniški sužnji iz bližnjih rudnikov srebra v Lavrionu. 

## Pozejdonov tempelj
Koordinate: 37°39′01″N 24°01′29″E / 37.650407°N 24.024776°E
Antična grška religija je bila v bistvu naklonjena naravi, temeljila je na ideji, da si moramo nenehno prizadevati ustreči ustreznemu bogu z molitvijo, darili in žrtvami, da bi preprečili nesrečo. V antični Grčiji je bila vsaka naravna danost, npr. hrib, jezero, potok ali les, pod nadzorom boga. Oseba, ki bo plavala v reki, bo molila k rečnemu bogu ali darovala na oltar, da bi preprečila možnost utopitve. Bogovi so bili nesmrtni in so lahko spreminjali obliko, postali nevidni in so lahko bili v vsakem trenutku kjer koli. Drugače pa so bili povsem podobni človeku. Imeli so človeška čustva, pozitivna in negativna. Tako so bili v svojih odnosih do ljudi  dobronamerni in zlonamerni. Prav tako kot ljudje so imeli družine in hierarhijo. Lahko so celo imeli otroke z ljudmi in ustvarjali polbogove. 
V pomorski državi, kot je Grčija, je bog morja zasedal visok položaj v božanski hierarhiji. Po moči je Pozejdona prekašal samo še Zevs (rimski Jupiter), vrhovni bog sam. Njegove neizprosne jeze, ki se je kazala v obliki neviht, so se zelo bali vsi mornarji. V dobi brez mehanske energije so nevihte zelo pogosto povzročile razbitine in utopitve.
Tempelj na rtu Sounion v Atiki je bil zato kraj, kjer so lahko mornarji, pa tudi celotna mesta ali države prosili Pozejdona za milost tako, da so žrtvovali živali ali puščali darila.
Pozejdonov tempelj je bil zgrajen med letoma 444 in 440 pred našim štetjem na ruševinah templja iz arhaičnega obdobja. Je nad morjem na višini skoraj 60 metrov. Zasnova templja je tipičen heksastil, kar pomeni, da je imel portik s šestimi stebri.  Danes stoji le nekaj stebrov templja, če pa bi bil nedotaknjen, bi imel zelo podobno obliko kot dobro ohranjen Hefajstov tempelj pod Akropolo, ki ga je morda zasnoval isti arhitekt.
Kot pri vseh grških templjih je bila stavba pravokotne oblike s stebriščem na vseh štirih straneh. Skupno število izvirnih stebrov je bilo 34: 15 stebrov še vedno stoji. So v dorskem redu. Bili so iz lokalnega belega marmorja. Visoki so bili 6,10 m s premerom 1 m na dnu in 79 cm na vrhu. 
V središču templja naj bi bila dvorana čaščenja (naos), pravokotna soba brez oken, podobna delno nepoškodovani dvorani Hefajstovega templja. Naos bi imel na enem koncu vhod, strop, višine 6 metrov, in kultno podobo boga, ogromen, bronast kip Pozejdona,  verjetno pozlačen, morda podoben bogu, ki so ga našli po brodolomu, in je prikazan na sliki. Pozejdon je običajno upodobljen s trizobom, orožjem, s katerim je domnevno podžigal nevihte. Na najdaljši dan v letu sonce zaide natanko na sredini kaldere otoka Patroklosa, ugaslega vulkana, ki leži v morju, kar kaže astrološki pomen izbire kraja templja. Pozejdonov tempelj je leta 399 uničil bizantinski cesar Arkadij.
Arheološka izkopavanja najdišča leta 1906 so odkrila številne artefakte in napise, predvsem v marmornem kipu kurosa, znanega kot Sounionski kuros,  in impresivne reliefe, podarjene zaradi zaobljube , oboje je zdaj v Atenah v Narodnem arheološkem muzeju.  Stebre templja je mogoče videti tudi v Britanskem muzeju. 

## Byronov napis
Ime slavnega romantičnega pesnika Georgea lorda Byrona je vklesano na podstavek enega od stebrov Pozejdonovega templja, morda je nastal ob njegovem prvem obisku v Grčiji na njegovi veliki evropski turi, preden je postala slaven. Byron je v letih 1810 in 1811 preživel več mesecev v Atenah, vključno z dvema dokumentiranima obiskoma Souniona. Ni nobenega neposrednega dokaza, da bi ga naredil sam. Byron omenja Sounion v svoji pesmi Isles of Greece:
Postavite me na sounionske marmorne stopnice,
kjer ni nič, razen valovi in jaz
lahko slišimo svoje medsebojno mrmranje ... 

## Sounion danes
Poleg tega da je svetovno znano arheološko najdišče, je Sounion tudi poletno domovanje  Atencev. Gradnja je cvetela med letoma 1960 in 1970, tu je veliko ogromnih, danes le še majhnih vil in stanovanj. Sounion je eno najdražjih območij v Grčiji, nekateri domovi so vredni nad 20 milijonov evrov.